# Jonas Naddebo

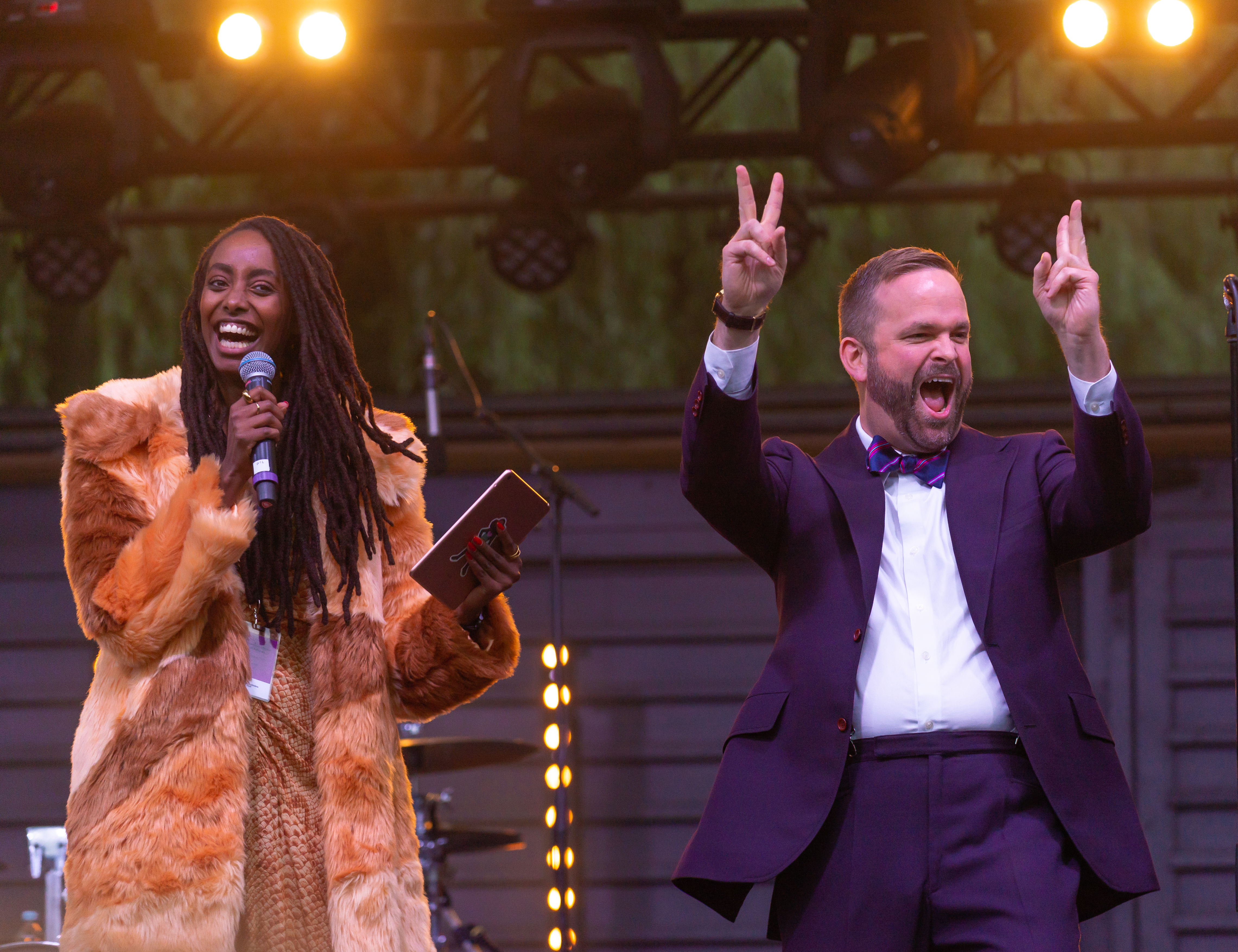
Leila Trulsen och Jonas Naddebo nystartar kulturen i Kungsträdgården i Stockholm 2021 efter coronapandemins nedstängningar.

Jonas Erik Ingemar Naddebo, född Andersson 13 december 1979 i Gunnilbo församling i Västmanlands län, är en svensk politiker och gruppledare för Centerpartiet i Stockholms stad.
Åren 2000–2002 satt Naddebo i förbundsstyrelsen för Centerpartiets Högskoleförbund (idag Centerstudenter). Han innehade uppdraget som generalsekreterare för Centerpartiets ungdomsförbund 2002–2007. Naddebo har också varit ledamot i förbundsstyrelsen för Studieförbundet Vuxenskolan (2009–2017) och i förbundsstyrelsen för Bygdegårdarnas riksförbund (2009–2015). 2013 tillträdde Naddebo som vice gruppledare för Centerpartiet i Stockholm. I april 2023 blev han ny gruppledare och ordförande för Centerpartiet i Stockholms stad efter Karin Ernlund. I kommunfullmäktige har han suttit sedan 2007.

## Kultur- och stadsmiljöborgarråd 2018–2022
I valet 2018 var Naddebo andranamn på valsedeln i Stockholm och fick 590 personkryss. Han tillträdde därefter som ett av två borgarråd för Centerpartiet i Stockholm stadshus. Detta är första gången som Centerpartiet fått två borgarråd i Stockholm. Jonas Naddebo blev kultur- och stadsmiljöborgarråd. Då han tidigare arbetat med hållbarhetsfrågor inom fastighetsbranschen är detta något han tar med sig i sitt politiska uppdrag. Det inbegriper att öppna upp nya gröna lungor som låter stockholmarna uppleva naturen mitt i staden. Fler bin och färre råttor, som han uttrycker det.
Naddebo vill också att ung som gammal ska kunna ta del av ett rikt kulturliv i Stockholm, oavsett stadsdel. Musik, konst, och andra kulturformer bygger broar mellan människor och öppnar upp för kreativitet och gemenskap. Kulturen är ett värdefullt verktyg för demokrati och yttrandefrihet – många viktiga inslag av samhällsdebatten kommer till uttryck genom kreativa medel och vi behöver därför se till att medborgare erbjuds en sådan kanal att komma till tals i.

## Kritik
Jonas Naddebo har inte undgått kritik från olika håll. Protesterna var stora när det Internationella biblioteket skulle flytta från Stadsbiblioteket till en filial, något kritikerna menade skulle drastiskt minska antalet böcker och expertis. Naddebo genomförde dock flytten trots motståndet.
När coronakrisen drabbade Stockholm 2020 införde Naddebo en temporär kulturkrisfond på 20 miljoner kronor för alla de fria kulturutövarna i staden. I ett stort upprop gick 1 105 personer inom Stockholms kulturliv ut och protesterade mot stödpaketet som man menade var ”en vilseledande konstruktion” då pengarna bara var en omfördelning av det befintliga kulturstödet. Jonas Naddebo svarade att det enbart var en liten andel av det befintliga kulturstödet som kommer att omfördelas och gå till krisfonden.
När Naddebo 2021 satsade en miljon kronor på tio nya muralmålningar, av professionella konstnärer, under de kommande två åren fick han kritik för att elitsatsa men glömma deltagarkonsten. Graffitifrämjandets Tobias Barenthin Lindblad liknade strategin vid att "bygga nya arenor för professionell fotboll utan att fixa en enda träningsplan till invånarna".